# Бьянки, Франческо (композитор)
Джузеппе Франческо Бьянки (итал. Giuseppe Francesco Bianchi; 1752, Кремона — 27 ноября 1810, Лондон) — итальянский оперный композитор.
Учился в Неаполе у Паскуале Кафаро и Николо Йоммелли, в 1772 г. дебютировал в Кремоне оперой «Юлий Сабин» (итал. Giulio Sabino). В 1775—1778 гг. служил клавесинистом в Итальянской опере в Париже. В 1779 г. претендовал на место капельмейстера Миланского собора, но уступил Джузеппе Сарти, позднее некоторое время был его помощником. В 1785—1797 гг., с двухлетним перерывом, исполнял обязанности органиста в Базилике Святого Марка в Венеции. Одновременно продолжал плодотворно работать в оперном жанре, добившись наибольшего успеха с операми «Кастор и Поллукс» (1780, Флоренция) и «Тарар» (1792, Венеция). В 1798—1800 гг. возглавлял оперный театр в Дублине, вообще на рубеже веков много писал для британской оперной сцены (в том числе в сотрудничестве с Лоренцо да Понте), а с 1804 г. — преимущественно для Парижа. Покончил жизнь самоубийством.
Среди учеников Бьянки венецианского периода был, в частности, Катерино Кавос, лондонского периода — Генри Роули Бишоп.